# Hải chiến vịnh Chemulpo
Trận Vịnh Chemulpo (tiếng Nhật: 仁川沖海戦 Jinsen'oki kaisen tiếng Nga: Бой в заливе Чемульпо) là một trận hải chiến vào giai đoạn đầu Chiến tranh Nga-Nhật (1904-1905), diễn ra vào ngày 9 tháng 2 năm 1904, ngoài khơi bờ biển ngày nay là Incheon, Hàn Quốc.

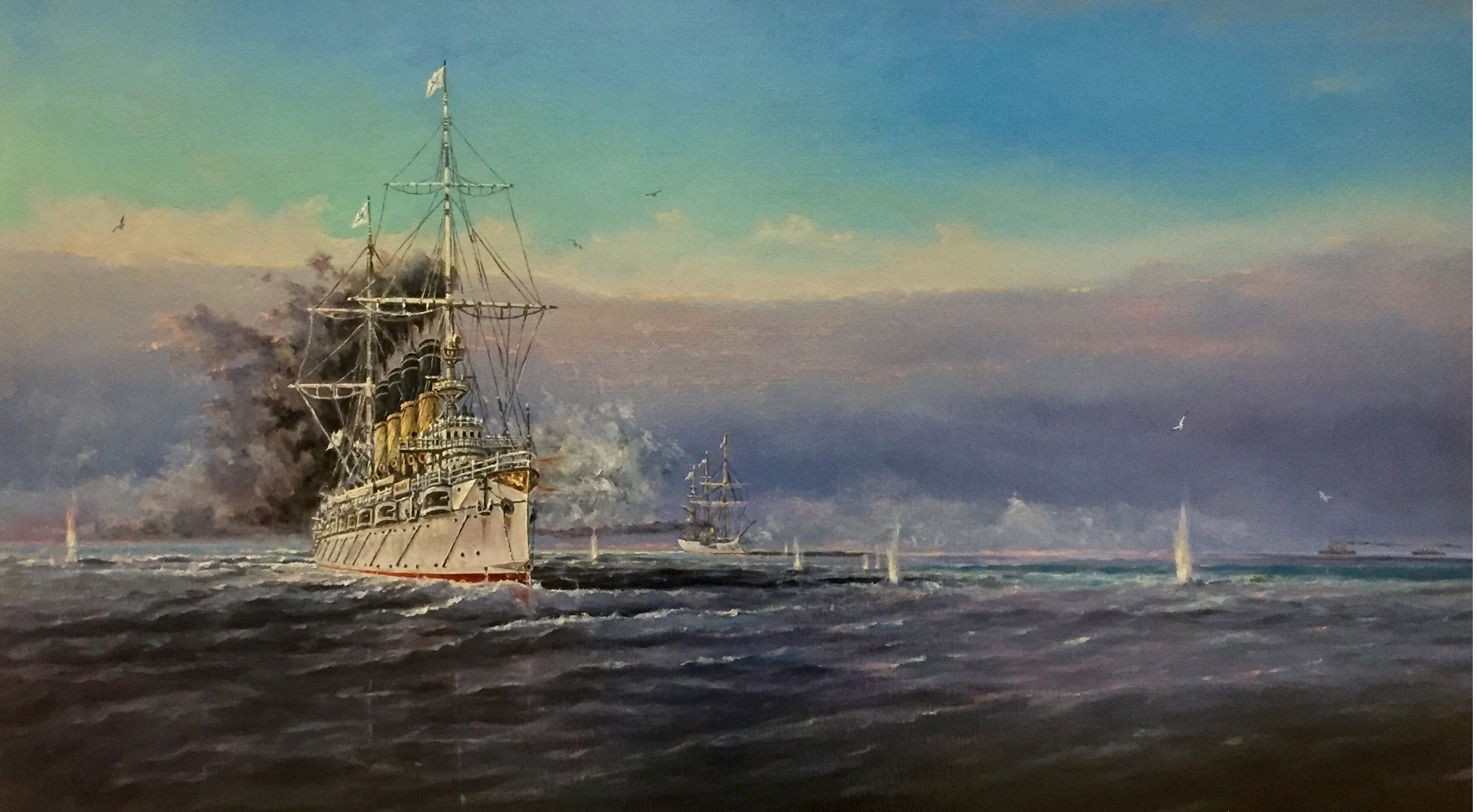
Vladimir Kosov. Chiến đấu tại Chemulpo. Cuộc duyệt binh cuối cùng của tàu tuần dương Varyag.

## Bối cảnh
Chiến tranh Nga-Nhật mở màn với đòn tấn công phủ đầu của Hải quân Đế quốc Nhật Bản vào Hạm đội Thái Bình Dương Nga tại cảng Arthur, Vladivostok và Chemulpo (giờ là một phần của Inchon, Korea). Quyền chỉ huy chiến dịch được trao cho Chuẩn Đô đốc Uryu Sotokichi, với 6 tuần dương hạm, 3-8 tàu phóng lôi, thông báo hạm Chihaya, 3 tàu vận tải và 2.500 bộ binh.
Chemulpo cũng có tầm quan trọng chiến lược, vì nó là cảng chính của thủ đô Triều Tiên, Seoul, và cũng là con đường xâm lược chính mà quân đội Nhật đã dùng trước đây trong Chiến tranh Trung-Nhật lần thứ nhất năm 1894. Tuy nhiên, Chemulpo, với mức dao động thủy triều lớn, độ bồi lấp cao, kênh dẫn nhỏ hẹp, quanh co, là thách thức chiến thuật lớn với cả người tấn công và phòng thủ.
Thiết giáp hạm hộ vệ Chiyoda đã đóng ở Chemulpo từ 10 tháng trước đó, và đã quan sát động tĩnh của tuần dương hạm vũ trang Nga Varyag và pháo hạm Korietz, cũng đóng tại Chemulpo để bảo vệ các lợi ích của Nga.
Sau khi tàu vận tải Nga Sungari đến Chemulpo ngày 7 tháng 2 năm 1904, báo cáo dấu hiệu của một đội quân lớn của Nhật đang tiếp cận, pháo hạm Korietz được lệnh tới cảng Arthur để báo cáo và yêu cầu chỉ thị. Sáng ngày 8 tháng 2 năm 1904, chiếc Korietz phát hiện ra chiếc Chiyoda trước ở ngoài vũng tàu Chemulpo, và tưởng nhầm đó là một tàu bạn của Nga, nạp đạn bắn chào. Khi đến gần, thủy thủ tàu Korietz nhận ra mình đã lầm và trong sự rối loạn sau đó, các nóng pháo đã được tháo đạn. Chiếc Chiyoda đáp lại bằng việc phóng một quả ngư lôi. Cả hai bên đều bắn trượt, nhưng đây là lần đấu súng đầu tiên trong Chiến tranh Nga-Nhật, và vẫn không rõ rằng bên nào đã khai hỏa trước. Chiếc Korietz rút lui về cảng Chemulpo.
Sau đó vào sáng ngày 8 tháng 2 năm 1904, chiếc Chiyoda nhập cùng thê đội của Chuẩn Đô đốc Uryu ở ngoài cửa vào Chemulpo, và báo cáo rằng vài tàu chiến của các nước trung lập hiện đang ở khu thả neo, bao gồm: HMS Talbot (Đảo Anh), Pascal (Pháp), và Elba (Ý). Một tàu chiến Mỹ, chiếc USS Vicksburg cũng hiện diện, nhưng nó ở xa hơn trên cảng Uryu nêu lý do rằng nếu quân Nga tiếp tục buông neo ở giữa các tàu trung lập, họ không thể tấn công các tàu vận tải của ông, trong khi nếu người Nga dám ra mặt xáp chiến, ông cũng có đủ lực lượng để đối phó. Mặt khác, là vi phạm luật pháp quốc tế nếu tấn công tàu Nga khi nó đang thả neo ở một cảng trung lập. Uryu gửi thư yêu cầu thuyền trưởng các tàu HMS Talbot, Pascal và Elba chuyển chỗ thả neo, hứa rằng sẽ không tấn công trước 4 giờ chiều.

## Trận đánh
Tướng Uryu ra lệnh cho các tuần dương hạm Chiyoda, Takachiho, Asama và các tàu phóng lôi tiến vào kênh với tàu chở quân để cùng lúc cho quân đổ bộ lên bờ, trong khi tuần dương hạm Naniwa, Niitaka và Akashi làm dự bị. 3 tàu phóng lôi ẩn náu ở gần tàu Niitaka.
Lúc 18 giờ ngày 8 tháng 2 năm 1904, các tàu chở quân Nhật thả neo tại Chemulpo, ngay cạnh các tàu Nga, và cho đổ bộ 4 tiểu đoàn lính thuộc Sư đoàn 12 trong một chiến dịch tiếp diễn đến tối. Người Nhật kinh ngạc khi các con tàu Varyag và Korietz không làm gì, nhưng vẫn tiếp tục phô trương cờ xí như một cuộc diễu binh.
Quân đổ bộ hoàn thành vào lúc 3 giờ sáng ngày 9 tháng 2 năm 1904, và tất cả tàu chiến và tàu vận tải Nhật rút khỏi cảng trừ chiếc Chiyoda.
Sau đó, một lá thư được đưa tới tàu Varyag thông báo rằng hai Đế chế Nga và Nhật đang ở trong tình trạng chiến tranh, và đưa ra tối hậu thư cho quân Nga phải bỏ trống cảng trước buổi trưa. Các bức thư cũng được gửi cho các tàu trung lập cảnh báo họ không được tham gia vào bất kỳ cuộc giao tranh nào có thể xảy ra. Một hổi thảo nhanh chóng được triệu tập trên các con tàu trung lập và quyết định rằng người Nga sẽ mở đường máu thoát ra.
Đến trưa, thuyền trưởng Denis Bagly của tàu HMS Talbot lên tàu Naniwa từ tàu HMS Talbot, với bức thư được thuyền trưởng của tất cả các tàu trung lập ký, trừ thuyền trưởng tàu USS Vicksburg, từ chối yêu cầu đổi chỗ thả neo, trên cơ sở rằng Chemulpo là một cảng trung lập.
Bị vượt trội về quân số và hỏa lực, từ chối lời khuyên đầu hàng từ thuyền trưởng các tàu trung lập, lúc 11 giờ sáng ngày 9 tháng 2 năm 1904, thuyền trưởng tàu Varyag cố đột phá ra vùng biển mở.
Từ nhật ký hàng hải tàu "Varayg":

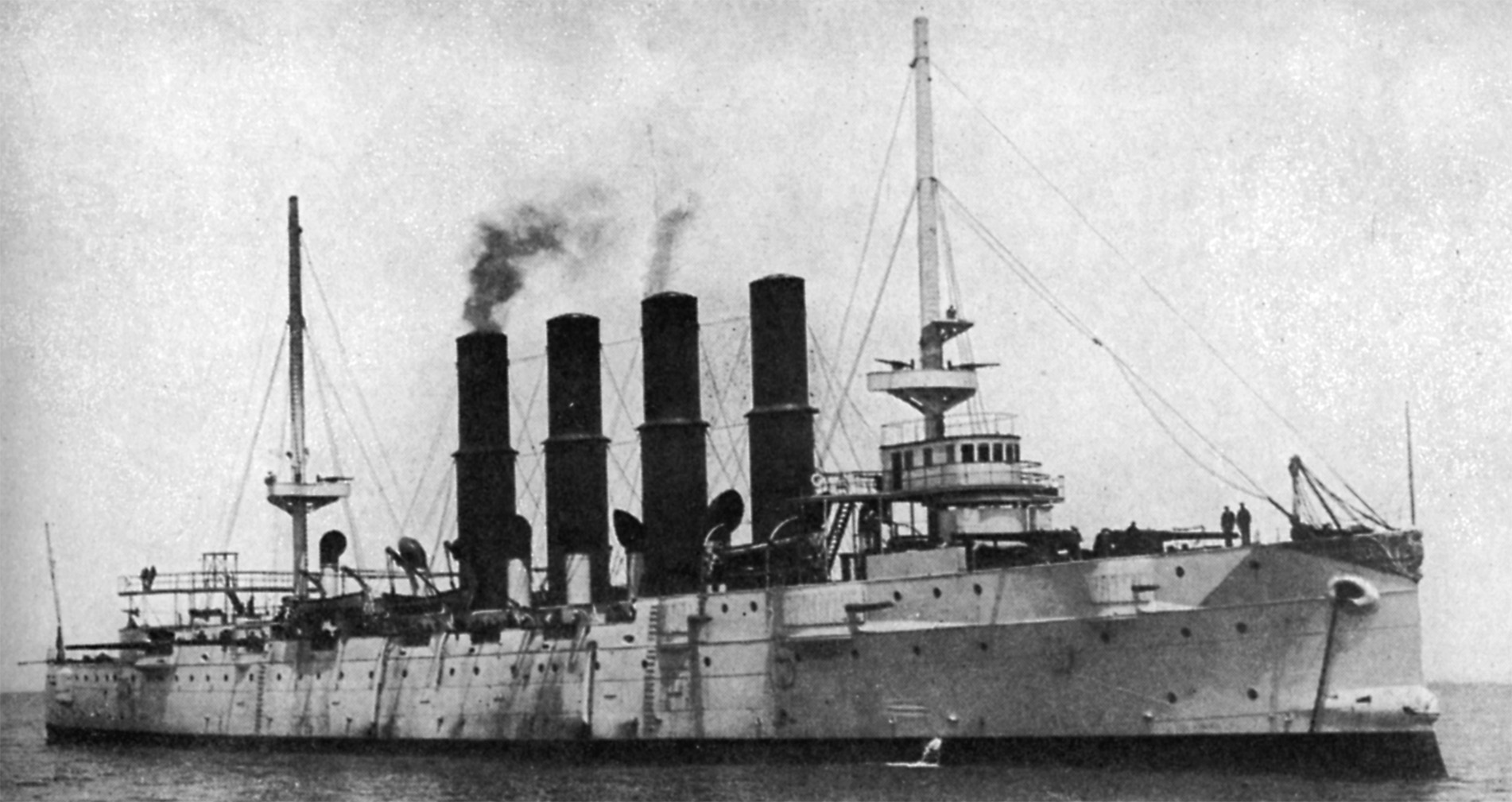
Tuần dương hạm Nga Varayg.

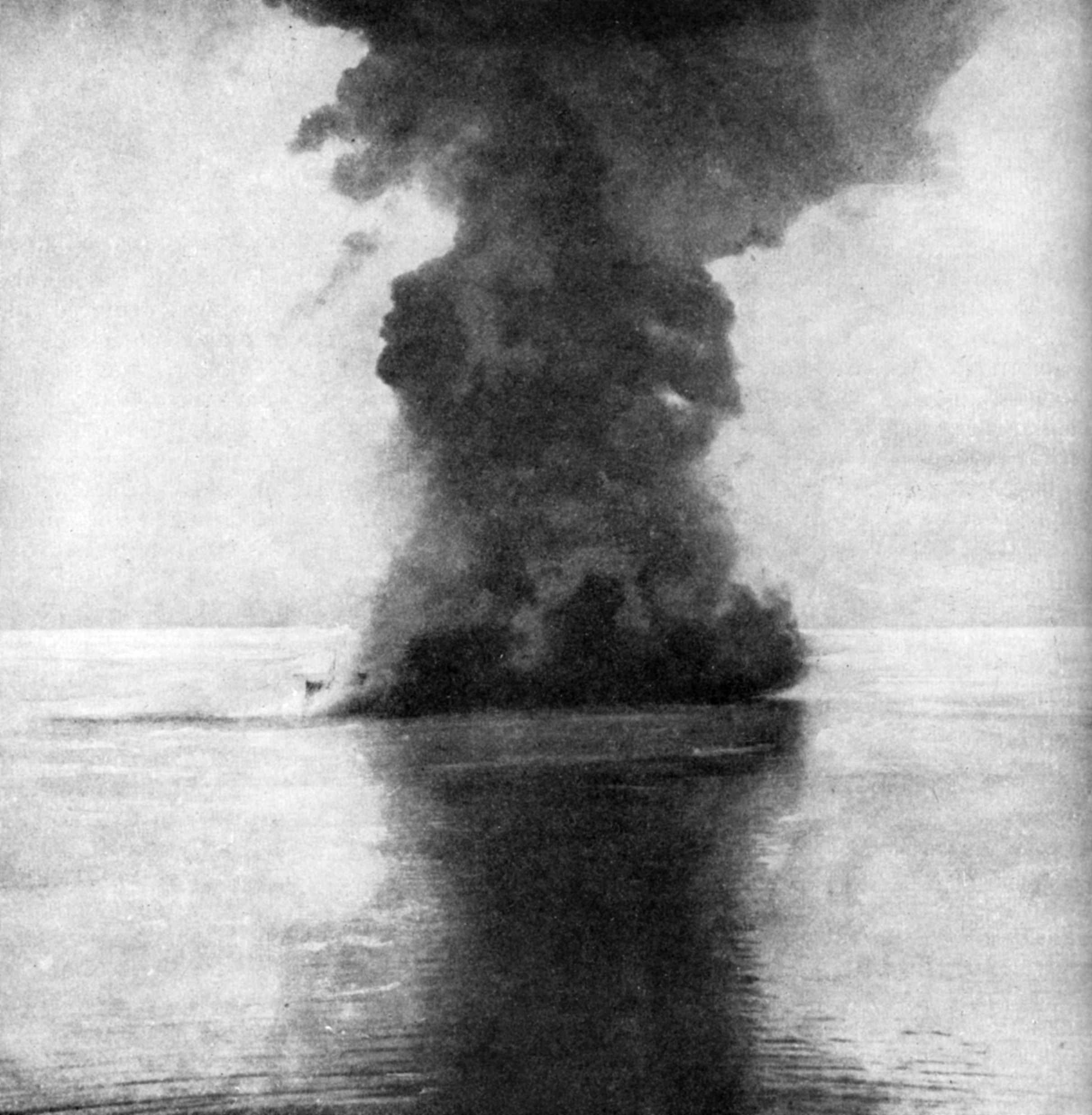
Pháo hạm Korietz bốc cháy sau khi bị đánh đắm.

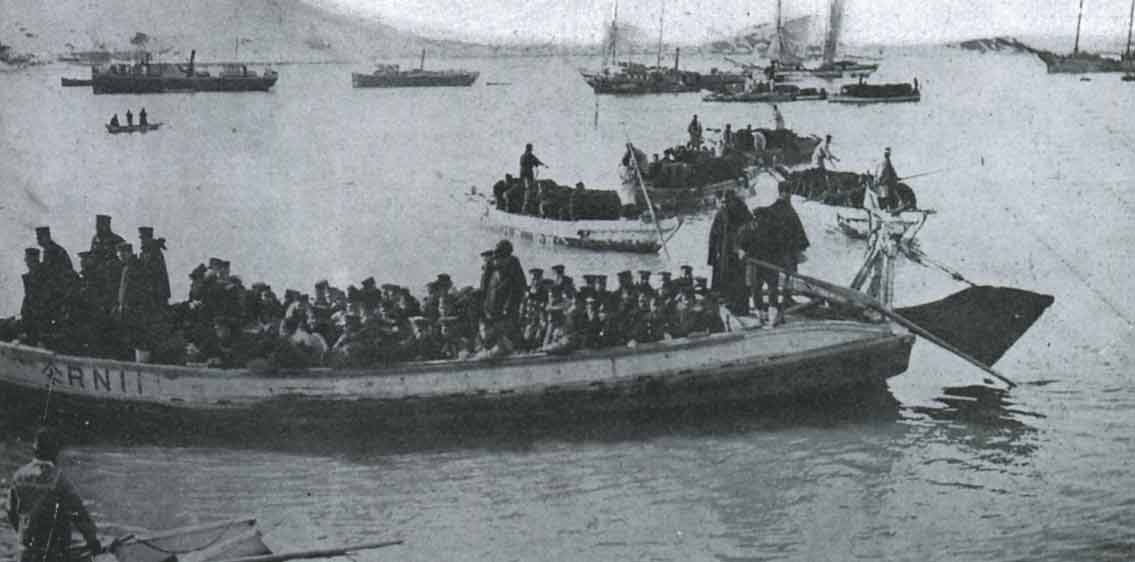
Thủy quân lục chiến Nhật đổ bộ xuống vịnh

- 11:10 Tất cả các thủy thủ lên boong tàu "Varyag".
- 11:20 Tuần dương hạm đến vùng biển mở. "Korietz" ở cách phía sau 1/10 hải lý. Thủy thủ Anh và Nga cổ vũ quân Nga, trên tàu Italy, cử quốc thiều.
- 11:25 Báo động chiến đấu trên tàu "Varyag". Tuần dương hạm Nhật Bản Asama, Naniwa, Takachiho, Chiyoda, Akashi и Niitaka ở hướng kẻ từ đảo Richy đến đường phía Bắc. Các tàu phóng lôi Nhật Bản ở đằng sau các tuần dương hạm.
- 1145 Asama khai hỏa bằng pháo 8 ly; tất cả hạm đội Nhật Bản đều khai hỏa.
- 1147 "Varyag" khai hỏa bằng pháo mạn phải.
- Một trong những phát đạn đầu tiên của quân Nhật, trúng tuần dương hạm, phá hủy cánh phải boong trước, làm phát hỏa phóng hải đồ và cắt đứt dây chằng mũi tàu. Hạ sĩ quan hoa tiêu, Chuẩn úy hải quân, Bá Alexey Nirod từ trận, tất cả mọi người ở vị trí số 1 đều bị chết hay bị thương.
- Phá hủy súng 6 inch số 3, tất cả binh sĩ chết hoặc bị thương, chỉ huy khẩu đội, Chuẩn úy hải quân Gubonin bị thương, nhưng không chịu bỏ đi cho đến khi qua đời. Lửa bốc lên ở boong lái (được Chuẩn úy Chernilovsky-Sokol dập tắt). Cũng viên đạn đó, làm bốc lửa phá hủy các súng: 6 inch số 8 và số 9, 75 ly số 21, 47 ly 27 và 28. Viên khác gần như phá hủy trạm định vị cự li số 2, phá hoạt súng số 31 và 32, bắt lửa kho hàng dưới boong (rất khó khăn mới giập tắt).
- 12:05 Sau khi đi hình chữ chi qua đảo "Yo-dol-mi", khoang bánh lái bị hư hại. Cùng lúc đó, thuyền trưởng Rudnev bị mảnh đạn văng vào đầu, viên đạn bắn trúng thủy thủ trưởng. Người lính kèn và trống đứng ngay bên cạnh ông bị giết tức khác, hạ sĩ quan lái tàu Snegirev bị thương nặng vào lưng, lính cần vụ của thuyền trưởng Chibisov cũng bị thương nhẹ, nhưng các mệnh lệnh đều cứng nhắc, vì vậy course permanently was corrected with engines. Ở thời điểm quan trọng này bị lái một cách tồi tệ.
- 12:15 Muốn thoát ra khỏi tầm bắn để sửa chữa thiết bị lái và dập lửa ở nhiều nơi, thậm chí còn lan vào buồng máy. Đến gần đảo Yo-dol-mi máy lại trở lại bình thường.
- Tuần dương hạm bị đặt vào một vị trí bất lợi tương đối với đảo khi động cơ hỏng cùng với bánh lái ở góc 15-20° so với khu cửa tàu.
- Khoảng cách với quân địch bị rút ngắn xuống còn 2,8-3 hải lý, lửa bốc mạnh, trúng đạn ngày cảng nhiều.
- Gần như cùng lúc, đạn cỡ lớn bắn trúng cửa tàu ở dưới mực nước, nước tràn vào từ một lỗ lớn, khoang số 3 bắt đầu ngập nước. Near the same time large caliber shell hit port side under water, water gushed into huge hole, stokehold #3 begins to full with water, which level raised up to furnaces. Chief Officer and chief boatswain placed patch under the hole, water was pumped all time, its level decreased continuously, but cruiser continue to listing at port side.
- With shell passing through officer cabins, which were wrecked, deck was pierced and meal in provision berth was inflamed. Then cot netting at waist under the sick quarters was pierced, wherein fragments get into sick quarters, cots in netting catch fire, which was put out lively. Serious damage forced us to get out of fire range for a more long time, that is why we come to roadstead at full speed, firing with port and stern guns.
- Throughout the battle with one shot of 6" gun #XII stern bridge of Asama cruiser was destroyed and put afire, Asama stop fire for some time. Stern turret on her was apparently damaged, as it not fired up to the end of battle.
- 1240 With cruiser approached the berth and Japanese fire become dangerous for neutral ships on roadstead, two cruiser pursuing us stop the fire and return to the rest of squadron out of Yo-dol-mi island.
- 1245 Distance to the Japanese so increased, that our fire become ineffective, so we stop it.

Mặc dù sổ hải hành của Nga ghi lại thiệt hại với tàu Asama, các tài liệu của Nhật chỉ ra rằng tàu Asama không bị hư hại.
Cho đến giữa trưa, không thể vượt qua được hạm độ Nhật, chiếc Korietz và chiếc Varyag méo mó trở lại cảng Chemulpo vào lúc 13:15, cả hai tàu trú ẩn ở gần những tàu chiến trung lập. Vào lúc 16:00, chiếc Korietz bị đánh đắm bởi thủy thủ đoàn bằng cách cho nổ 2 kho thuốc súng. Mảnh vụn từ vụ nổ văng đến rất gần các tàu trung lập. Lo ngại một vụ nổ lớn hơn có thể gây thương vong, các thuyền trưởng của tàu chiến trung lập tại đó hối thúc Rudnev không được kích nổ tàu Varyag theo kiểu tương tự. Lúc 18:10, bị chính thủy thủ đoàn của mình đánh đắm, chiếc Varyag lật úp và chìm. Thuyền viên từ Varyag được lệnh chuyển lên tàu vận tải Nga Sungari, con tàu này vẫn được neo đậu tại cảng trong suốt trận đánh, và nổi lửa đốt chiếc tuần dương hạm để ngăn chặn nó rơi vào tay quân Nhật.

## Kết quả
Trận Chemulpo là một thắng lợi quân sự về phía Nhật. Thương vong của quân Nga trên tàu Varyag nặng nề. 10 trong số 12 súng 6 inch, tất cả 12 súng bắn đạn nặng 12 pound, và súng bắn đạn 3 pound đều không sử dụng được, con tàu bị trúng 4 phát ở trên hay dưới mực nước. Quạt thông gió bị bắn thủng, thủy thủ đoàn đã phải dập tắt ít nhất 4 đám cháy. Trong số thủy thủ đoàn có con số danh nghĩa là 580, 33 người chét và 97 bị thương . Phần lớn các trường hợp bị thương nặng của quân Nga đều được chữa trị tại bệnh viện Chữ thập đỏ tại Chemulpo. Các thủy thủ Nga, trừ người bị thương nặng, trở về Nga trên một tàu chiến trung lập và được coi là những người hùng. Mặc dù bị hỏng nặng, chiếc "Varyag", không bị chìm, sau đó được người Nhật sửa lại và hợp nhất vào Hải quân Đế quốc Nhật Bản làm tàu huấn luyện "Soya".

## Linkl liên quan
- Giấy tờ của William A. Marshall, 1876-1906 (Thư viện Nghị viên)
- Nghiên cứu xã hội Chiến tranh Nga-Nhật